# Луї-Клод Дакен
Луї-Клод Дакен (фр. Louis-Claude Daquin, 4 липня 1694, Париж — 15 червня 1772, Париж) — французький композитор, клавесиніст, органіст.

## Біографія

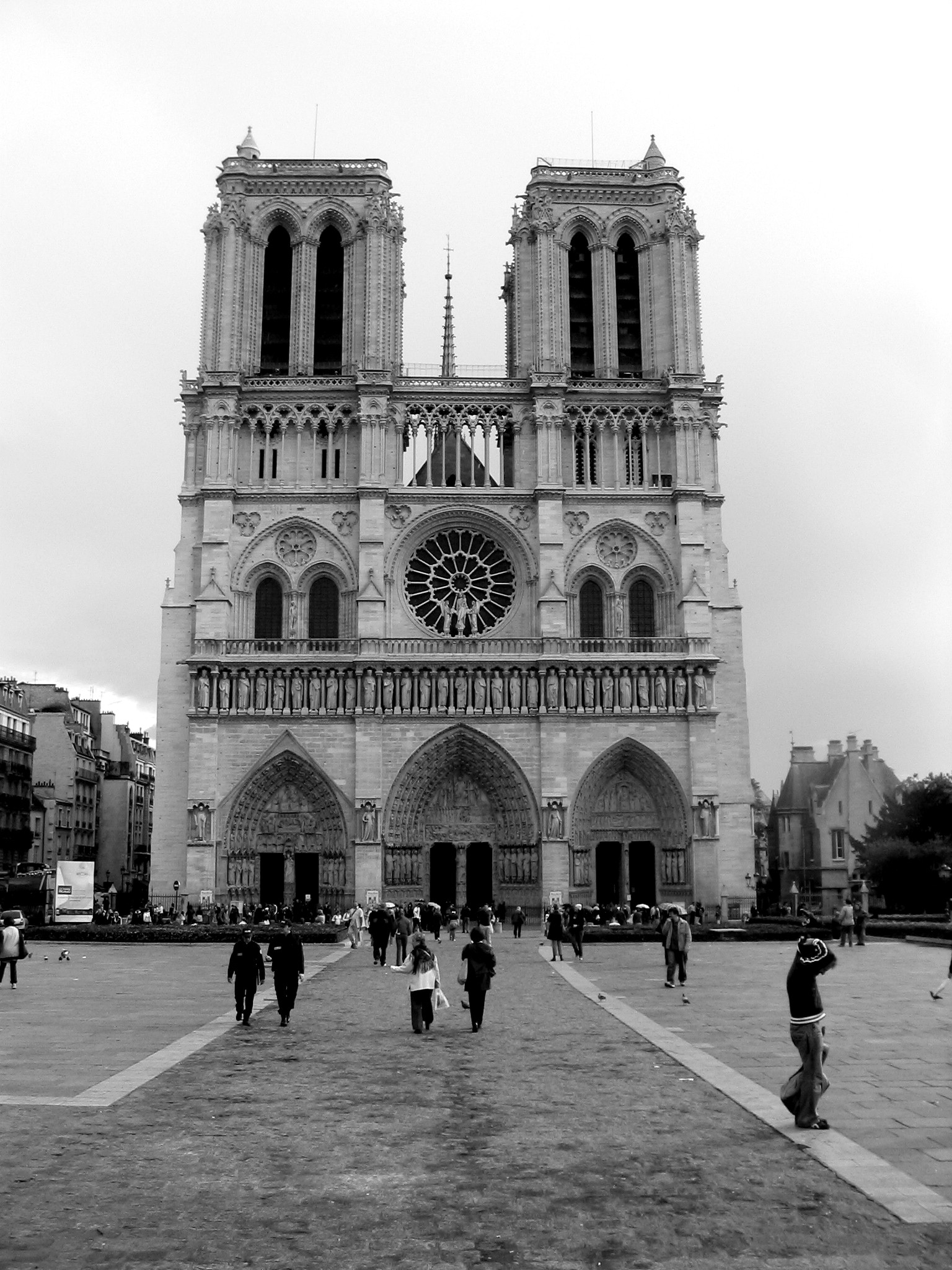
Собор Паризької Богоматері

Луї-Клод Дакен — син Клода Дакена, мешканця Парижа єврейського походження, і Анни Тьєрзан. Прізвище Дакен (фр. Daquin) походить від італійського d'Aquino. Один з його двоюрідних дідів був професором івриту в Колеж де Франс. Він почав свою кар'єру як вундеркінд у дворі Людовика XIV у віці шести років, так само як Елізабет Жаке, його хрещена мати, і Жан-Франсуа Дандріє перед ним.
Дакен одружився у 1722 році на Деніз-Терезі Кіро, дочці будівельника-службовця. Він був тоді королівським органістом в королівській каплиці Палацу і звичайним музикантом при принці Конті.
Дакен зайняв багато престижних титулів: йому надали перевагу Жану-Філіпу Рамо на пост органіста при церкві Сен-Поль, в 1732 році отримав місце після свого вчителя Луї Маршана на органі Кордельєрів, в 1739 році — після Дандріє в Королівській Каплиці, потім став титулярним органістом в Соборі Паризької Богоматері, після Ґійома-Антуана Кальв'єра. Блискучий віртуоз на клавесині, він був високо оцінений аристократією і, в той же час, його музика приваблювала і людей, не дуже зв'язаних із музикою.

## Творчість
Багато творів, про які згадується в документах того часу, на даний момент є втраченими. До нас дійшли тільки:
- «Перша книга п'єс для клавесину» фр. Premier Livre de Pièces de Clavecin (в 4 сюїтах), яка поєднює танцювальну сюїту у великій французькій традиції, «п'єси з характером» в манері Куперена, імітативні п'єси («Зозуля», «Розгнівані вітри» тощо) і програмні («Радість від полювання»), які деколи викликають великі труднощі виконання: ці ближчі до манери Рамо (1735);
- збірка різноманітних колядок «Нова книга колядок» фр. Nouveau Livre de noëls;
- кантата.

Існують також в рукописному вигляді дві меси, «Te Deum», «Miserere» і «Leçons de Ténèbres».

### Колядки
- I. Noël sur les jeux d’Anches, sans tremblant. « À la venue de Noël »
- II. Noël en dialogue, Duo, Trio, sur le cornet de récit, les tierces du positif et la Pédalle de Flûte. « Or nous dites Marie »
- III. Noël en Musette, en Dialogue, et en Duo. « Une bergère jolie »
- IV. Noël en Duo, sur les jeux d’Anches, sans tremblant. « Noël, cette journée »
- V. Noël en Duo. « Je me suis levé » ou « Ô jour glorieux »
- VI. Noël sur les jeux d’Anches, sans tremblant, et en Duo. « Qu’Adam fut un pauvre homme »
- VII. Noël en Trio et en Dialogue, le Cornet de récit de la main droite, la Tierce du Positif de la main gauche. « Chrétiens qui suivez l’Église »
- VIII. Noël étranger, sur les jeux d’Anches, sans tremblant et en Duo. « ? »
- IX. Noël sur les Flûtes. « Noël pour l’amour de Marie »
- X. Noël, Grand Jeu et Duo. « Quand Jésus naquit à Noël » ou « Bon Joseph, écoutez-moi »
- XI. Noël en récit en taille, sur la tierce du Positif, avec la Pédalle de flûte, et en Duo. « Une Vierge pucelle »
- XII. Noël suisse, Grand Jeu et Duo. « Il est un petit l’ange » ou « Ô Dieu de clémence ».